# 21 Aquilae
Désignations
21 Aquilae (en abrégé 21 Aql), également désignée V1288 Aquilae, est une étoile variable de la constellation de la constellation de l'Aigle, située à ∼ 680 a.l. (∼ 208 pc) de la Terre.